# Křížová cesta (Kozmice)
Křížová cesta je postavena ve vesnici Kozmice v okrese Opava v Moravskoslezském kraji v pohoří Opavská pahorkatina.

## Další informace
Netradiční křížová cesta se nachází v lese severovýchodně od Kozmic a byla postavena a slavnostně odhalena 10. června 2021 a začíná u Zuzančiny kapličky. Autorkou myšlenky postavit exteriérovou křížovou cestu je aktivistka a konzultantka Věra Racková. Vznikla za spoluúčasti dalších lidí a firem Brano z Hradce nad Moravicí a Lesy České republiky. Křížová cesta je tvořena ocelovými kříži (křížomeči) s průhledy ve tvaru tří heraldických bourbonských lilií, které jsou také součástí znaku a vlajky Kozmic. Místo je celoročně volně přístupné. V Kozmicích je také další křížová cesta umístěná v místním kostele.

## Galerie

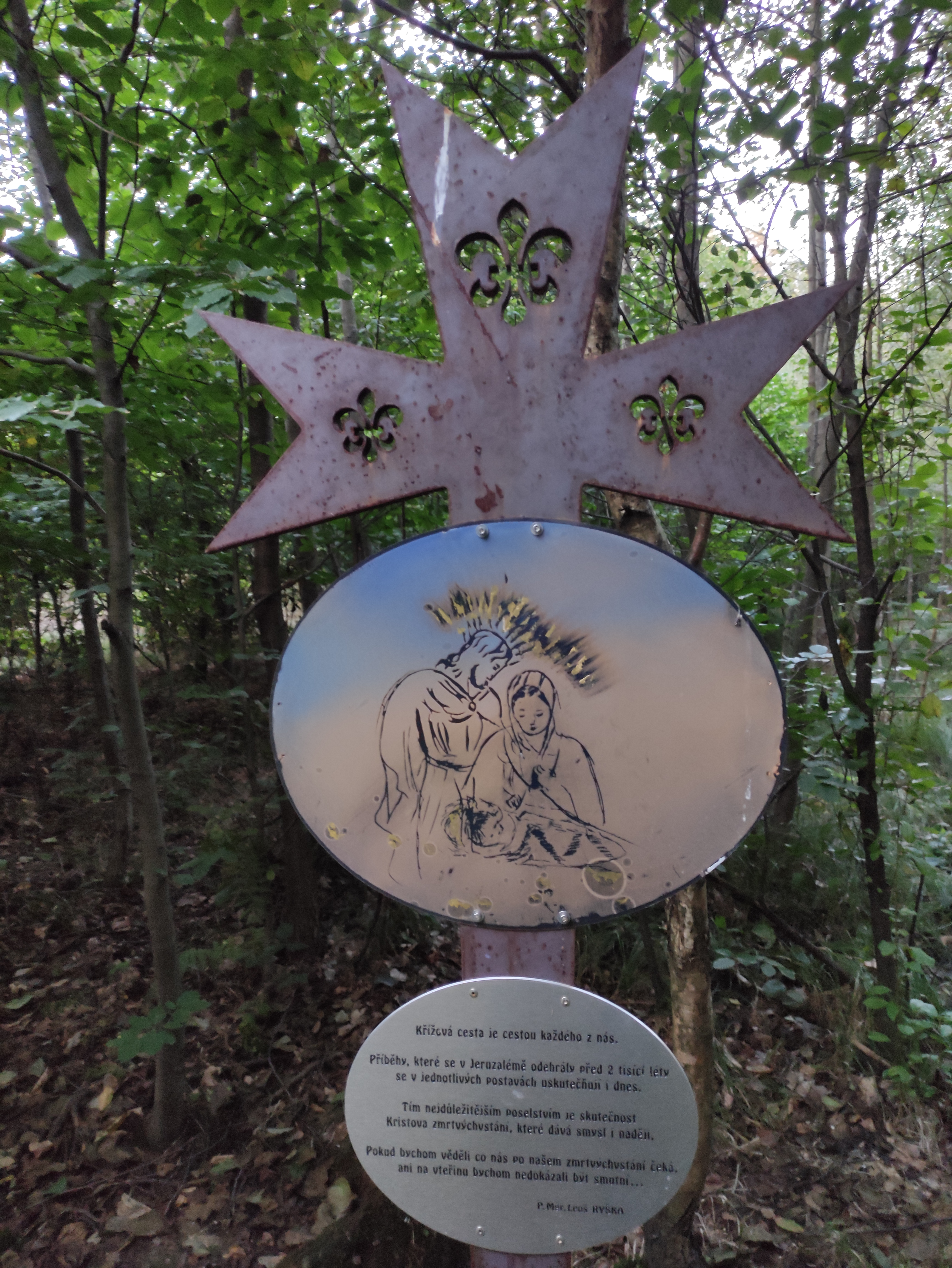
Vstupní zastavení
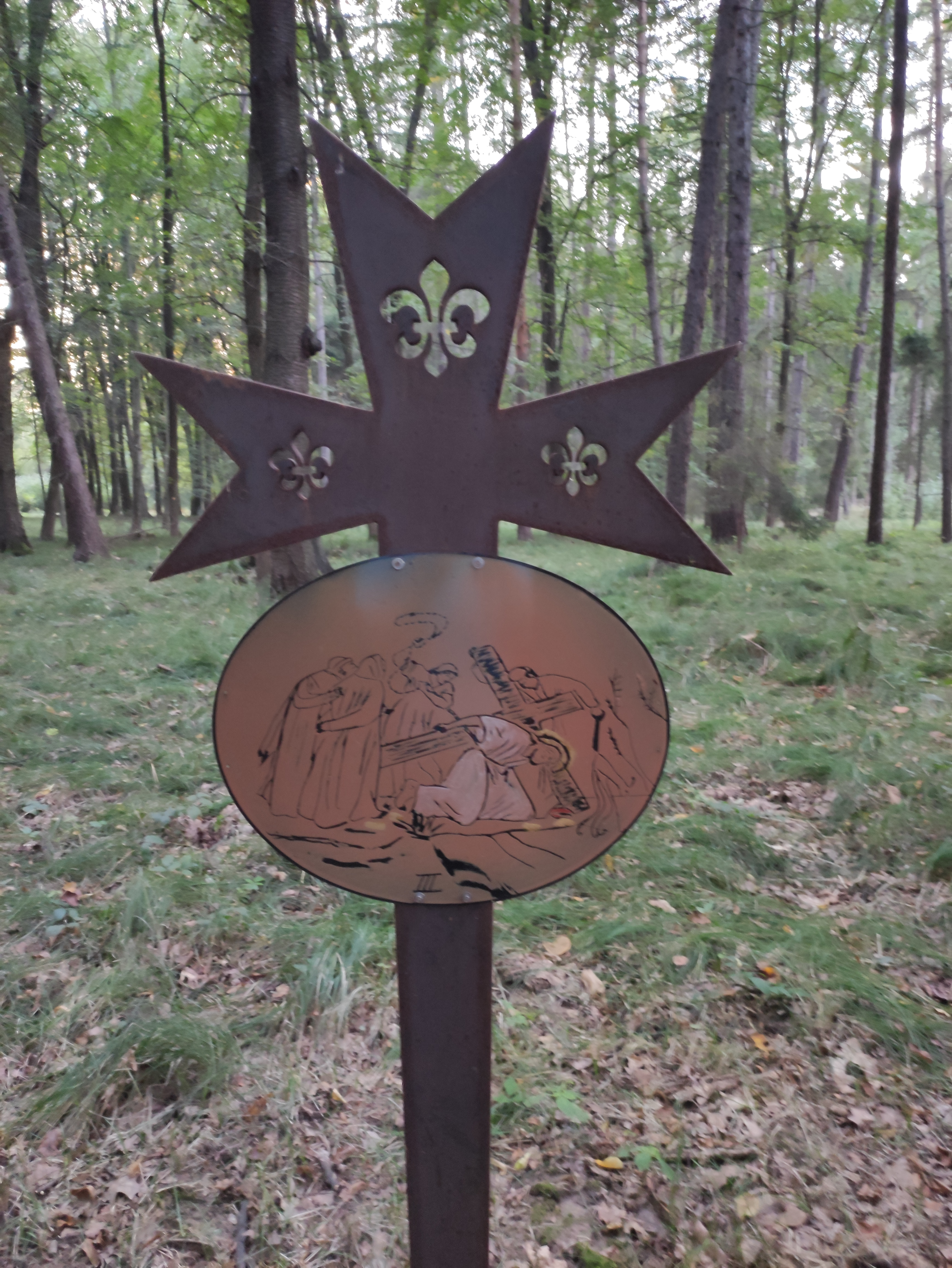
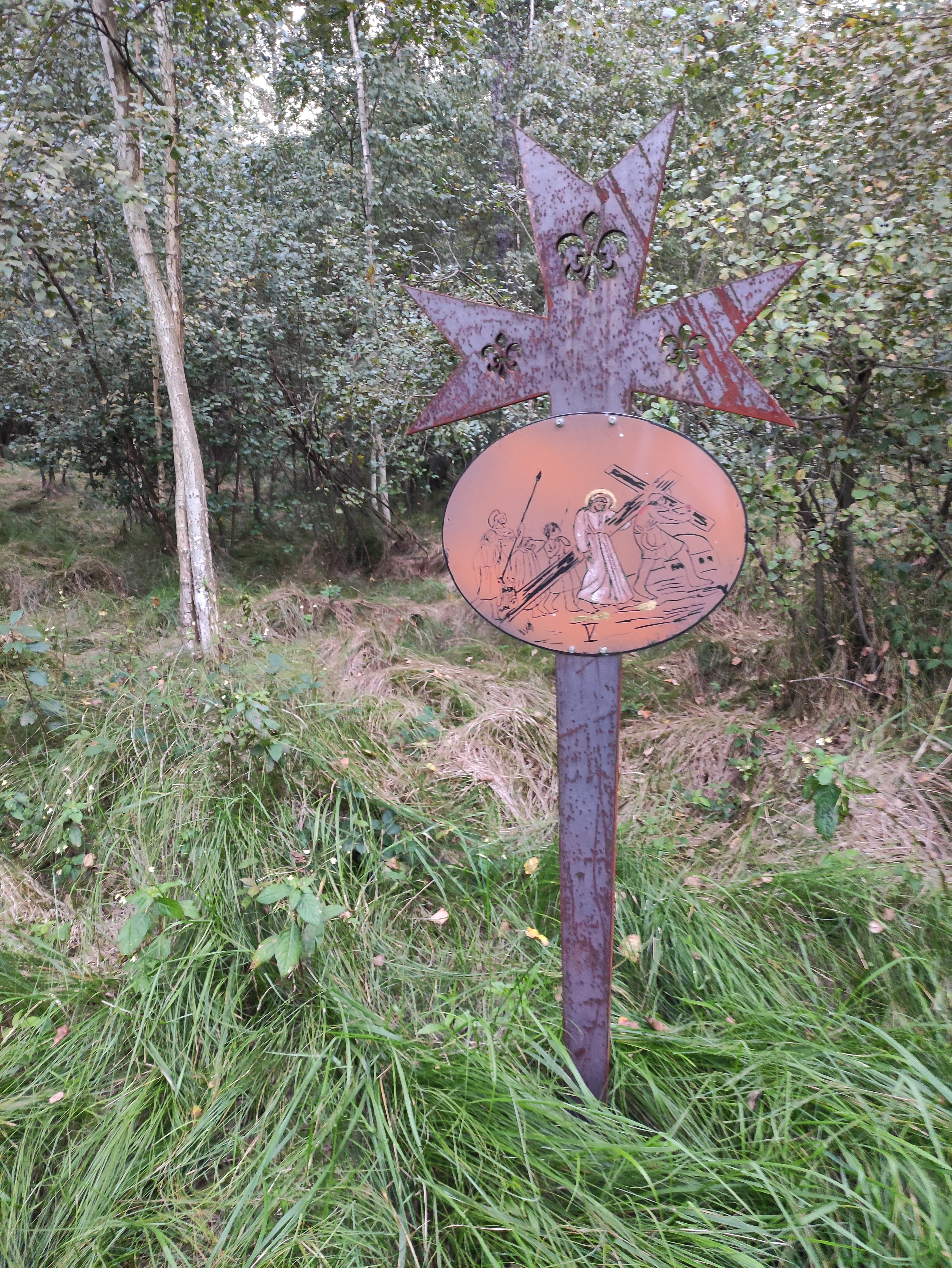
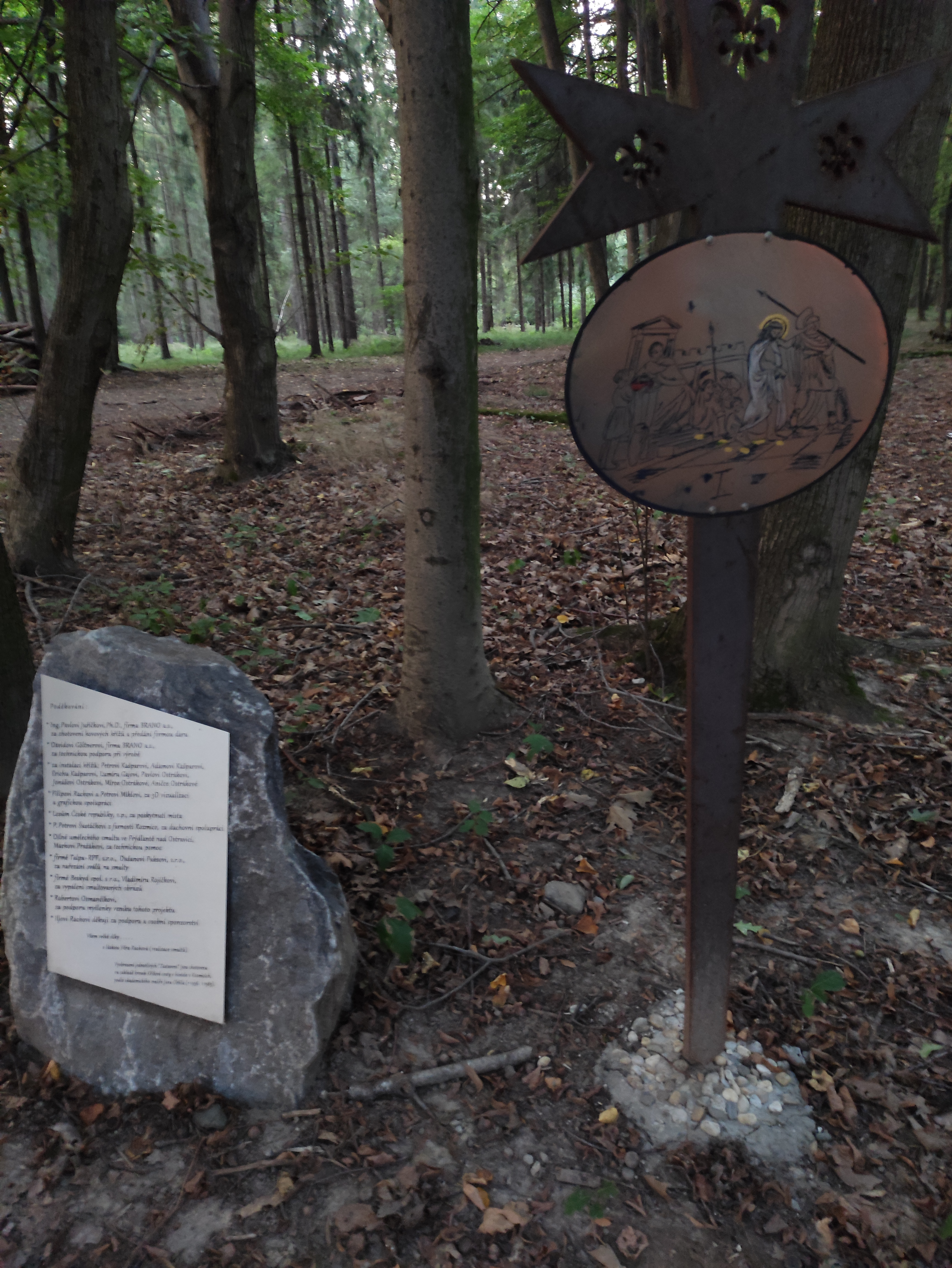
Pamětní kámen se jmény sponzorů křížové cesty
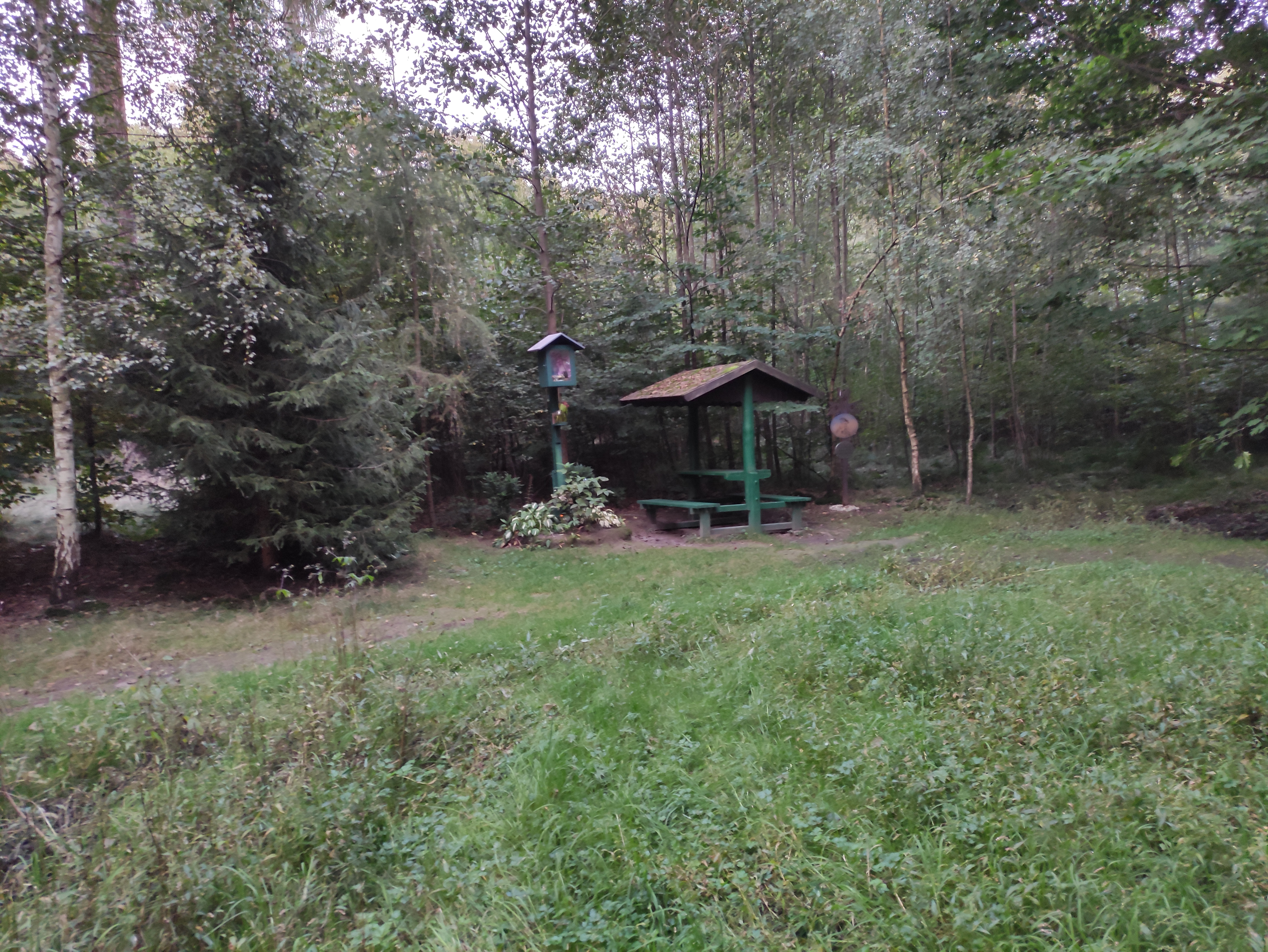
Zakončení cesty